# Dyrham
Dyrham est un village du Gloucestershire, en Angleterre. Il est situé dans le sud du comté, près de l'extrémité sud-ouest de la chaîne des Cotswolds, à une quinzaine de kilomètres à l'est de la ville de Bristol. Administrativement, il relève de l'autorité unitaire du South Gloucestershire. Avec le hameau de Hinton, situé juste au nord, il forme la paroisse civile de Dyrham and Hinton, qui comptait 296 habitants au recensement de 2011.

## Toponymie
Le nom Dyrham provient des éléments vieil-anglais dēor « cerf, daim » et hamm « vallée ». Il est attesté sous la forme Deorhamme en 950. Dans le Domesday Book, compilé en 1086, le village figure sous le nom de Dirham.

## Histoire
La Chronique anglo-saxonne rapporte qu'en 577, la bataille de Dyrham oppose les Ouest-Saxons, menés par Cuthwine et Ceawlin, aux Bretons. Elle se solde par la défaite des Bretons et la mort de trois de leurs rois : Coinmagil, Candidan et Farinmagil. À la suite de leur victoire, les Anglo-Saxons prennent le contrôle des villes de Gloucester, Cirencester et Bath. En accédant au canal de Bristol, ils isolent les Bretons du sud-ouest de l'Angleterre (Cornouailles et Domnonée) de ceux du pays de Galles.
Le Domesday Book indique qu'en 1086, Dyrham compte 34 foyers. Son domaine, dont la valeur est évaluée à 8 livres, appartient à un dénommé Guillaume, fils de Guy. Le manoir de Dyrham se transmet par la suite dans les familles Newmarch, Russell et Denys. À la fin du XVIIe siècle, le ministre William Blathwayt fait construire le manoir de Dyrham Park sur le site de l'ancienne résidence manoriale, juste à l'est du village.